# Simon bar Kokhba

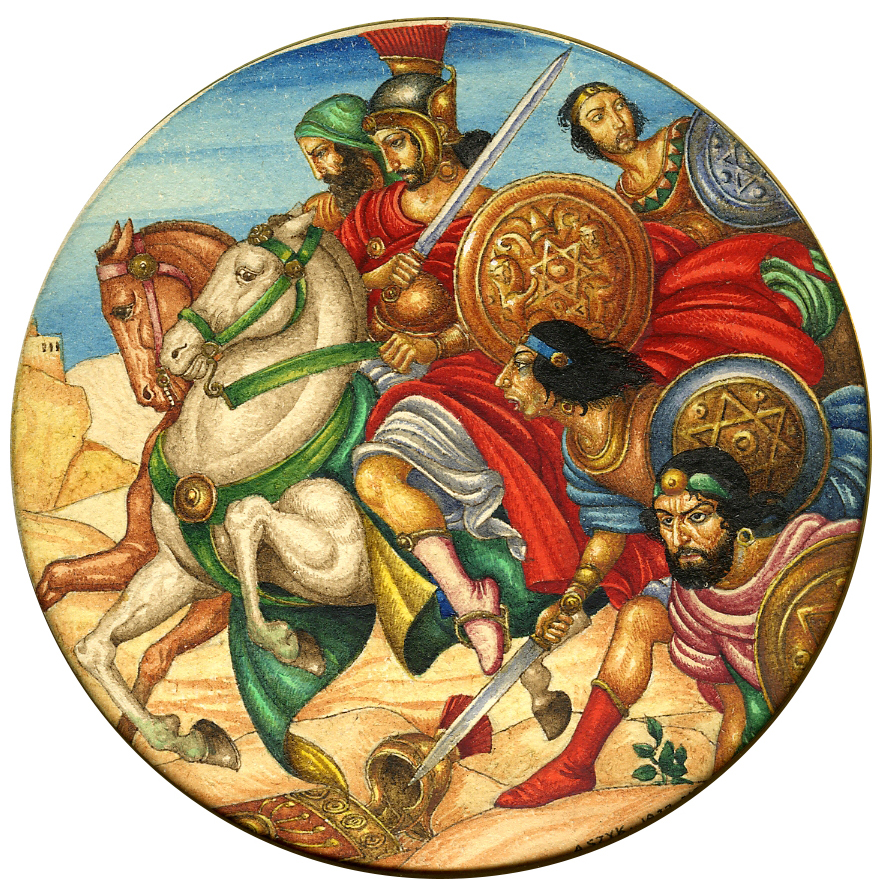
Simon bar Kokhba

Bar Kokhba, "Stjärnans son", eg. Simon ben Kosiba, ledare för det andra judiska upproret mot Rom (132-135 e.Kr.). Han hälsades av rabbi Rabbi Akiva som Messias. Upproret var till en början framgångsrikt och ett 50-tal fästningar erövrades av de judiska upprorsmakarna (däribland Jerusalem som intogs år 134), Bar Kokhba besegrades och antas ha dräpts 18 månader senare då fästet Betar föll för den romerska övermakten under befäl av Sextus Julius Severus augusti år 135.